# Татарка (приток Лысьвы)
Татарка (в верховьях — Большая Татарка) — река в Лысьвенском муниципальном округе Пермского края, приток Лысьвы, притока Чусовой. Впадает в Лысьву справа в 62 км от её устья. Длина реки 15 км, площадь водосбора — 63 км². Истоки в лесах в 11 км западнее города Лысьва. Основное направление течения — на юго-запад. Устье — в посёлке Невидимка.

## Данные водного реестра
По данным государственного водного реестра России, река относится к Камскому бассейновому округу, бассейн реки Кама, подбассейн — Кама до Куйбышевского водохранилища (без бассейнов рек Белой и Вятки), водохозяйственный участок реки — Чусовая от в/п пгт. Кын до устья. Код объекта в государственном водном реестре — 10010100712111100011962.